# 통계개발원
통계개발원(統計開發院, Statistical Research Institute, 약칭: SRI)은 대한민국 통계청의 소속기관이다. 2006년 7월 1일 발족하였으며, 대전광역시 서구 한밭대로 713에 위치하고 있다. 원장은 고위공무원단 나등급에 속하는 임기제공무원으로 보한다.

## 직무
- 경제분야 통계의 개발·개선
- 지역통계의 개발·개선
- 경제통계의 동향분석 및 경기변화 예측
- 사회분야 통계의 개발·개선
- 사회통계의 추계분석 및 사회변화 예측
- 통계작성기관에 대한 신규통계의 개발 지원
- 조사기획·방법 등에 관한 연구 및 통계생산·처리 등에 관한 연구
- 국제기구·선진국과의 공동연구 등에 관한 사항

## 연혁
- 2004년 3월 4일: 통계기획국에 통계연구과를 설치.[2]
- 2005년 7월 22일: 통계정책국 소속 통계개발팀으로 개편.[3]
- 2006년 7월 1일: 통계개발원 신설.[4]
- 2007년 1월 1일: 책임운영기관으로 지정.[5]

## 조직

### 원장
- 연구기획실[6]
- 정책지표연구실[7][8]
- 통계분석실[7]

## 같이 보기
- 산림인력개발원